# Goephanes funereus
Goephanes funereus là một loài bọ cánh cứng trong họ Cerambycidae.